# Wolf-Eberhard von Lewinski
Wolf-Eberhard von Lewinski   (Berlín, 2 de juny de 1927 - Calw, 23 de març de 2003) Wolf-Eberhard Georg Felix von Lewinski, va ser un crític de música i teatre alemany.

## Biografia
Von Lewinski, era fill del director del banc Ernst-Alfred von Lewinski. Va contreure una malaltia cardíaca després d'acabar l'escola el 1944 com a Luftwaffenhelfer, la qual cosa va provocar la seva suspensió del servei militar. Per tant, a la tardor de 1944, va poder estudiar música a la Musikhochschule Dresden, centrant-se en el violí, que va ampliar després de la Segona Guerra Mundial per incloure la formació de director amb Walther Meyer-Giesow, Hermann Abendroth i Joseph Keilberth. També va estudiar trombó, piano, direcció i direcció d'òpera així com teatre, literatura i història de l'art, però es va dedicar aviat a la crítica musical. Va ser crític principal dels diaris de la zona del Rhein Main i va treballar per a diversos diaris i emissores. Va escriure biografies de cantants com Dietrich Fischer-Dieskau i Brigitte Fassbaender, i va crear retrats televisius de pianistes com Claudio Arrau i Wilhelm Kempff. També va ser professor acadèmic de crítica musical.
Director d'orquestra i director artístic
El 1948 va fer la seva primera aparició pública com a director i posteriorment va dirigir, entre d'altres, l'Orquestra Filharmònica d'Eisenach i la Filharmònica de Dresdner. Cap al final de la seva carrera professional, Lewinski va ser intendent de la Staatsphilharmonie Rheinland-Pfalz de 1983 a 1992. Durant el seu lideratge, l'orquestra va tocar noves sèries de concerts, amb solistes com Claudio Arrau i Krystian Zimerman, i va tocar en nous llocs com Frankfurt-Feste, Ludwigsburger Schlossfestspiele, a Viena, el Royal Albert Hall de Londres i en gires per Espanya, Suècia i Polònia.
Crític musical i autor
Més important que la seva única activitat musical breu va ser el treball de Lewinski com a crític musical després de 1947. Després de traslladar-se a Darmstadt el 1951, va escriure primer principalment per al "Darmstädter Tagblatt", més tard també per al "Wiesbadener Tagblatt" i "Die Welt". També va treballar per a la "Süddeutsche Zeitung, Christ und Welt" i "Westermanns Monatshefte" i va escriure articles de ràdio per a diverses companyies de radiodifusió. Des de 1971, von Lewinski va treballar per a la ZDF i el "Saarländischer Rundfunk". En el curs de la seva llarga col·laboració amb Peter Rocholl, el director musical de SR i coordinador musical de llarga data de l'ARD, va crear retrats televisius molt aclamats dels pianistes Claudio Arrau, Andor Foldes i Wilhelm Kempff, així com de amb els solistes vocals Viorica Ursuleac, Elisabeth Schwarzkopf, Dietrich Fischer-Dieskau, Peter Schreier i Hans Hotter. El 1978, Lewinski va assumir el càrrec de crític musical en cap al "Verlagsgruppe Rhein-Main" de diversos diaris de la regió.
Ensenyament
El 1979, Lewinski va començar a ensenyar a la "Musikhochschule Köln" i al Dr. Conservatori Hoch de Frankfurt com a director del seminari "Music Criticism and Comparative Interpretation Studies"". Va impartir cursos a Hannover, Munic, a l'"Herbsttage Iserlohn" i al "Tage Alter Musik" d'Innsbruck.
Lewinsky va morir a Calw als 75 anys.

## Família
Lewinski estava casat i tenia tres filles, algunes de les quals també van exercir una professió artística.

## Premis i membres
- Ordre del Mèrit d'Or de la Província de Salzburg[3]
- Membre de l'Acadèmia Phono Alemanya[2]
- Membre del Consell Estatal de Música de Renània-Palatinat[3]
- Membre de la junta de l'associació Frankfurter Bachkonzerte[3]
- 2000: Placa de Gutenberg de Magúncia[2]

## Treballs
Les biografies de músics de von Lewinski es mantenen a la Biblioteca Nacional d'Alemanya:
- Ludwig Hoelscher, 1967, Editor Hans Schneider Tutzing
- Musik – wieder gefragt, 1967, Claassen-Editor, Düsseldorf
- Artur Rubinstein, 1967 Rembrandt-Editor. Berlín
- Anneliese Rothenberger, 1968, Friedrich-Editor, Velber
- Joseph Keilberth, 1968, Rembrandt-Editor, Berlín
- Andor Foldes, 1970, Rembrandt-Editor, Berlín
- Gideon Kremer, 1982, W. Goldmann Editor i Schott, Magúncia
- Dietrich Fischer-Dieskau, 1988, Piper, Munic, I Schott
- Peter Schreier, 1992, Piper i Schott
- Brigitte Fassbaender, 1999, Atlantis i Schott